# Кидония (Марс)
Кидо́ния (лат. Cydonia) — регион в северном полушарии Марса, содержащий ряд столовых гор (холмов с плоским верхом и крутыми склонами). Назван в честь древнегреческого полиса Кидония, располагавшегося на северо-западном побережье Крита. В ряде популярных публикаций, в основном переведённых с английского языка, неверно именуется «Сидония».

## «Лицо на Марсе»

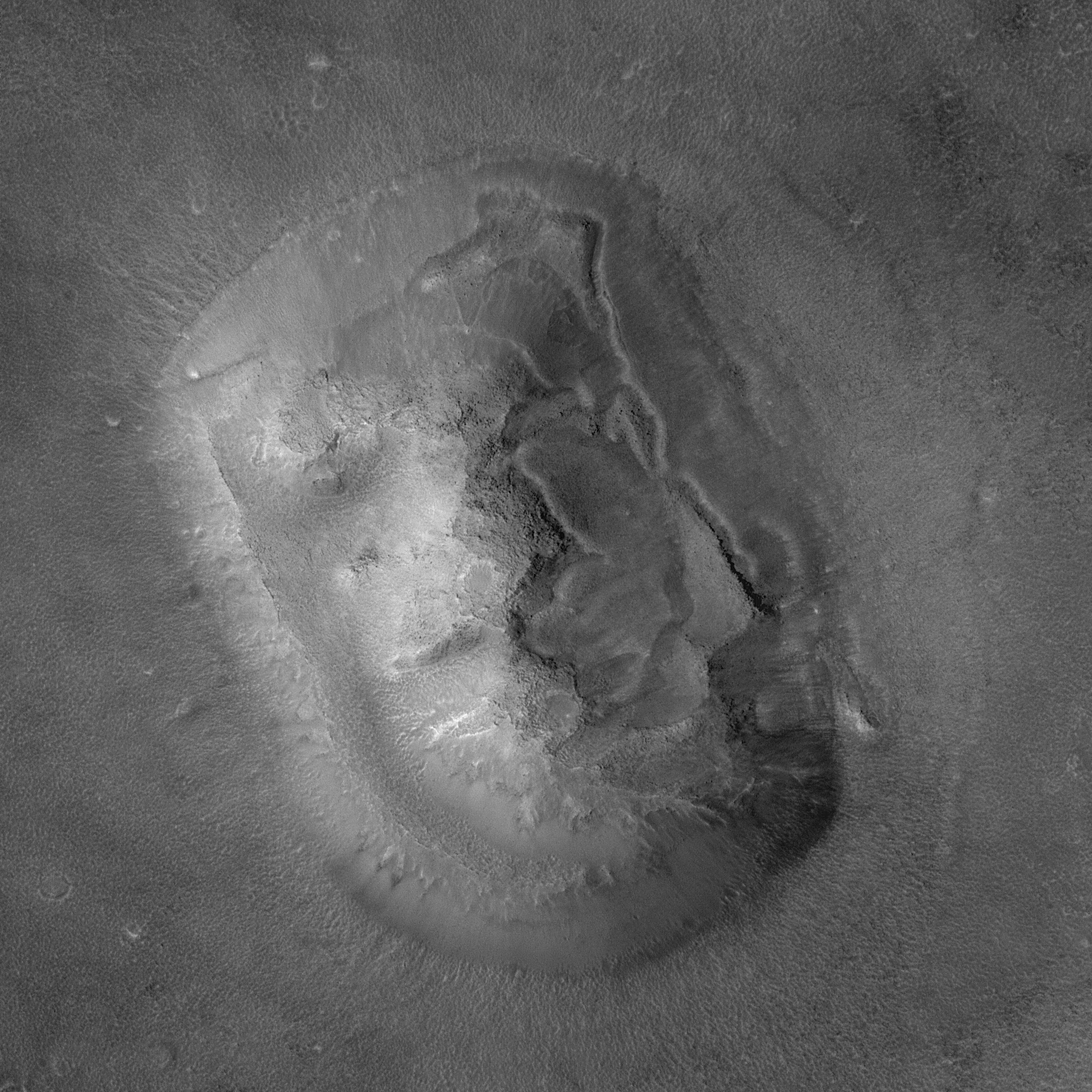
Фотография «лица», сделанная в 2001 году камерой Mars Orbiter Camera со станции «Mars Global Surveyor»

В Кидонии находится так называемое «Лицо на Марсе» (другое название «Марсиа́нский сфинкс») — выветренный холм, который на фотографиях 1976 года со станции «Викинг-1» (разрешение лучше 250 м/пиксель) выглядел похожим на огромное каменное изваяние человекоподобного лица. Нередко указывали и на некие «пирамиды», расположенные недалеко от «лица». Эти фотографии привели к появлению огромного количества газетных «уток» фантастических и псевдонаучных толков.
В 2001 году станция Mars Global Surveyor произвела более детальное фотографирование (разрешение 14 м/пиксель либо ещё лучше) — обнаружилось, что человекоподобие было иллюзией, вызванной игрой света и тени, а также низким разрешением телевизионной камеры «Викинга-1». «Пирамиды» же являются обычными скалами.
5 апреля 2007 года Mars Reconnaissance Orbiter сфотографировал «Лицо на Марсе» с разрешением ≈30 см/пиксель.

## Кидония в культуре

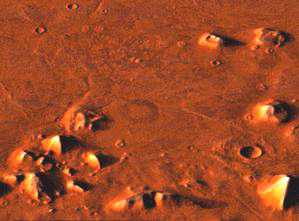
Район Кидония. «Лицо на Марсе» (справа вверху) и «пирамиды». Трёхмерная реконструкция М. Карлотто 1985 года, основанная на фотографиях «Викинга»

Тема «лица на Марсе» и возможного послания от внеземных цивилизаций обыгрывается в научной фантастике, например, в фильме «Миссия на Марс» (2000); телесериале «Секретные материалы»; мультсериалах «Футурама» и «Захватчик Зим»; видеоиграх Zak McKracken and the Alien Mindbenders (1988), X-COM: UFO Defense (1993), Doom 3 (2004), Mass Effect (с 2007), Kerbal Space Program (2011; космический симулятор, одна из планет которого является аналогом Марса и также имеет на своей поверхности каменное лицо), Starfield (2023). Не прекратились и псевдонаучные домыслы на эту тему — уже известно о альтернативной версии происхождения марсианского лица, согласно которой оно некогда действительно было создано разумной цивилизацией, но со временем выветрилось и полуразрушилось, приняв современный вид (что не имеет научного подтверждения). «Knights of Cydonia» — песня британской рок-группы Muse из четвёртого номерного альбома Black Holes and Revelations.